# Richard Oelsner
Richard Oelsner (15 dicembre 1994) è un bobbista tedesco.

## Biografia
Ha praticato l'atletica leggera soprattutto a livello regionale nel lancio del giavellotto, partecipando ai campionati nazionali under 18 disputatisi a Jena nel 2011.
Compete nel bob dal 2011 e nel 2014 ha iniziato a gareggiare come pilota per la squadra nazionale tedesca. Debuttò in Coppa Europa a dicembre 2014 e nel 2018/19 vinse la classifica generale della competizione nella specialità del bob a due e nella combinata maschile, mentre fu terzo nel bob a quattro. 

### I successi nelle categorie giovanili
Si distinse particolarmente nelle categorie giovanili conquistando otto medaglie ai mondiali juniores, di cui ben sei d'oro: cinque nel bob a due, vinte ad Altenberg 2015, a Winterberg 2017, a Sankt Moritz 2018, a Schönau am Königssee 2019 e a Winterberg 2020; nell'edizione del 2019 vinse inoltre l'oro nel bob a quattro; completano il suo ricco palmarès juniores un argento nella specialità a quattro e un bronzo in quella a due. Nel 2017 si aggiudicò inoltre la medaglia d'oro nella speciale classifica riservata agli atleti under 23 e nel 2018 vinse entrambi gli ori di categoria. Con sei medaglie d'oro conquistate ai mondiali juniores, Oelsner detiene il record assoluto nella storia della manifestazione, avendo sopravanzato con l'oro vinto nel 2020 il connazionale André Lange, fermo a quota cinque; è inoltre il primatista nella specialità biposto con cinque affermazioni, di cui quattro consecutive. 
Ottenne altresì tre medaglie di bronzo agli europei juniores, una vinta nella disciplina a quattro a Innsbruck 2019 e due conquistate in entrambe le specialità a Innsbruck 2020.

### La carriera senior

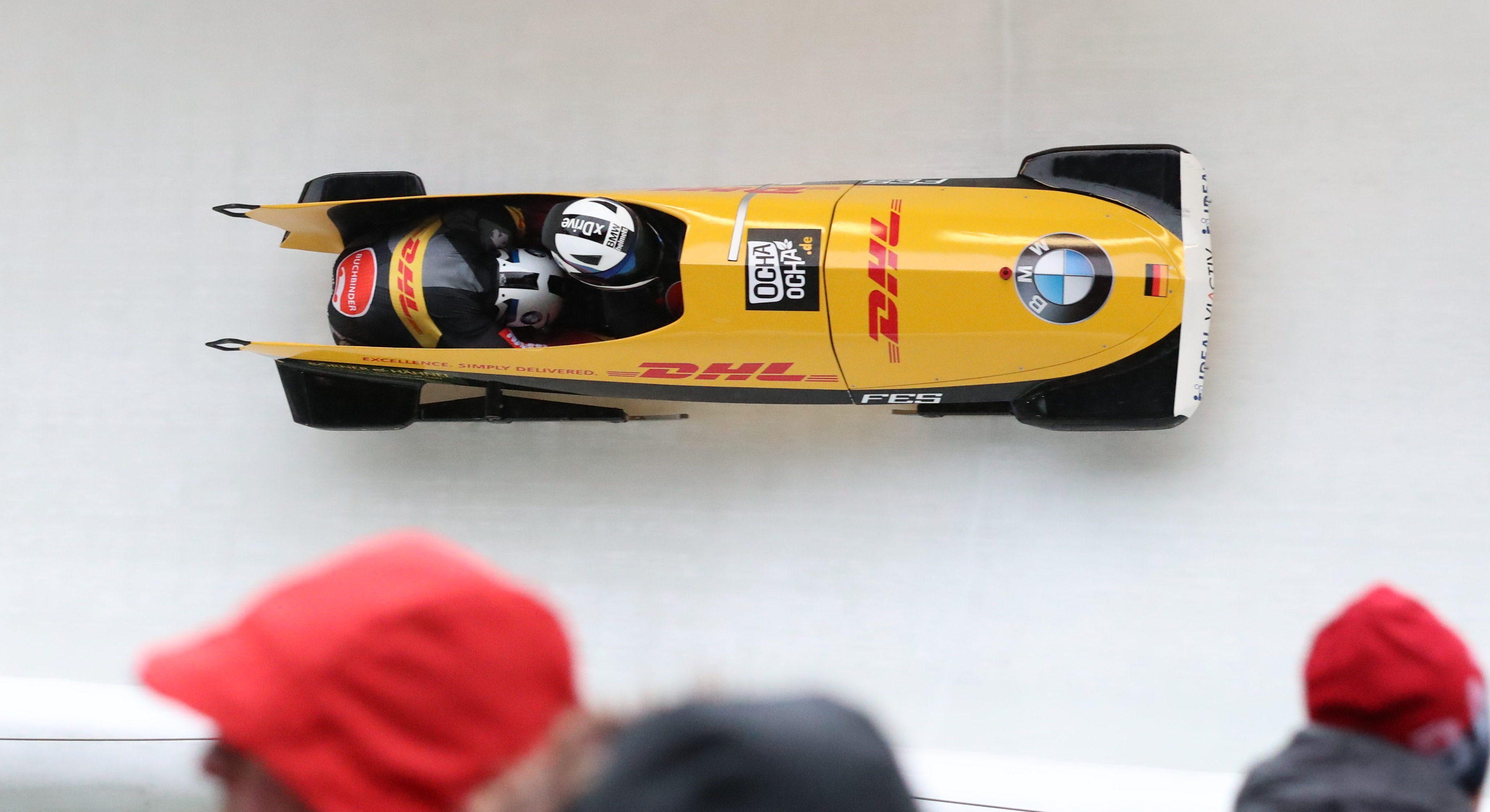
Oelsner alla guida del bob a due ai campionati mondiali di Altenberg 2020

Prese parte a tre edizioni dei campionati mondiali, conquistando in totale una medaglia di bronzo. Nel dettaglio i suoi risultati nelle prove iridate sono stati, nel bob a due: nono a Winterberg 2015, venticinquesimo a Schönau am Königssee 2017 e quinto ad Altenberg 2020; nella gara a squadre: medaglia di bronzo a Schönau am Königssee 2017.
Esordì in Coppa del Mondo nella stagione 2019/20, l'11 gennaio 2020 a La Plagne, dove fu quinto nel bob a due e centrò il suo primo podio nella gara seguente, disputata il 18 gennaio 2020 a Innsbruck, terminando la gara a due al terzo posto in coppia con Tobias Schneider.
Ha inoltre vinto due titoli nazionali nel bob a due (2018 e 2020).

## Palmarès

### Mondiali
- 1 medaglia:
  - 1 bronzo (gara a squadre a Schönau am Königssee 2017).

### Mondiali juniores
- 8 medaglie:
  - 6 ori (bob a due ad Altenberg 2015; bob a due a Winterberg 2017; bob a due a Sankt Moritz 2018; bob a due, bob a quattro a Schönau am Königssee 2019; bob a due a Winterberg 2020);
  - 1 argento (bob a quattro a Winterberg 2016).
  - 1 bronzo (bob a due a Winterberg 2016).

### Mondiali juniores under 23
- 3 medaglie:
  - 3 ori (bob a due a Winterberg 2017; bob a due, bob a quattro a Sankt Moritz 2018).

### Europei juniores
- 3 medaglie:
  - 3 bronzi (bob a quattro a Innsbruck 2019; bob a due, bob a quattro a Innsbruck 2020).

### Coppa del Mondo
- 1 podio (nel bob a due):
  - 1 terzo posto.

### Coppa Europa
- Vincitore della classifica generale nel bob a due nel 2018/19;
- Vincitore della classifica generale nella combinata maschile nel 2018/19;
- Miglior piazzamento in classifica generale nel bob a quattro: 3º nel 2018/19;
- 35 podi (21 nel bob a due, 14 nel bob a quattro):
  - 18 vittorie (14 nel bob a due, 4 nel bob a quattro);
  - 7 secondi posti (5 nel bob a due, 2 nel bob a quattro);
  - 10 terzi posti (2 nel bob a due, 8 nel bob a quattro).

### Campionati tedeschi
- 6 medaglie:
  - 2 ori (bob a due a Schönau am Königssee 2018[1]; bob a due ad Altenberg 2020[2]);
  - 1 argento (bob a quattro ad Altenberg 2020[2]);
  - 3 bronzi (bob a due a Winterberg 2014[3]; bob a quattro ad Altenberg 2016[4]; bob a quattro a Schönau am Königssee 2018[5]).